# The Hottentot (film 1922)
The Hottentot è un film muto del 1923 diretto da James W. Horne; le scene delle corse ippiche furono girate da Del Andrews.
Fu la prima versione cinematografica di The Hottentot, lavoro teatrale di Victor Mapes e William Collier andato in scena a Broadway il 3 gennaio 1920. Sempre con il titolo The Hottentot, la commedia - nel 1929 - ritornò sullo schermo in una versione diretta da Roy Del Ruth.

## Produzione
Il film fu prodotto dalla Thomas H. Ince Corporation.

## Distribuzione
Il copyright del film, richiesto dalla Thomas H. Ince Productions, fu registrato il 5 dicembre 1922 con il numero LP18460.
Distribuito dalla Associated First National Pictures, il film uscì nelle sale cinematografiche degli Stati Uniti il 25 dicembre 1922.
Copia della pellicola, pur se incompleta, è conservata tra le proprietà della Grapevine Video.